# David de Gorter
David de Gorter (Enkhuizen, 30 april 1717 – begraven: Zutphen, 8 april 1783) was botanicus, medicus, hoogleraar aan de Universiteit van Harderwijk en lijfarts van tsarina Elisabeth van Rusland. Hij was lid van tal van wetenschappelijke genootschappen, waaronder de Keizerlijke Academie van wetenschappen van Sint-Petersburg, de Koninklijke Academie van Stockholm, de Hollandsche Maatschappye der Weetenschappen te Haarlem en de Maatschappij ter Bevordering van de Landbouw.
In Harderwijk was hij bevriend met Carl Linnaeus, die bij zijn vader Johannes de Gorter promoveerde. Linnaeus heeft het plantengeslacht Gorteria naar hem vernoemd. Op 21 mei 1775 trouwde David de Gorter in Haarlem met Maria Elisabeth Schultz, een vriendin van Betje Wolff.
De laatste jaren van zijn leven woonde hij in Zutphen waar hij de Flora van de Zeven Provinciën schreef (1781). Het Nederlandse floristische tijdschrift Gorteria heeft zijn naam aan David de Gorter te danken.